# 花萼

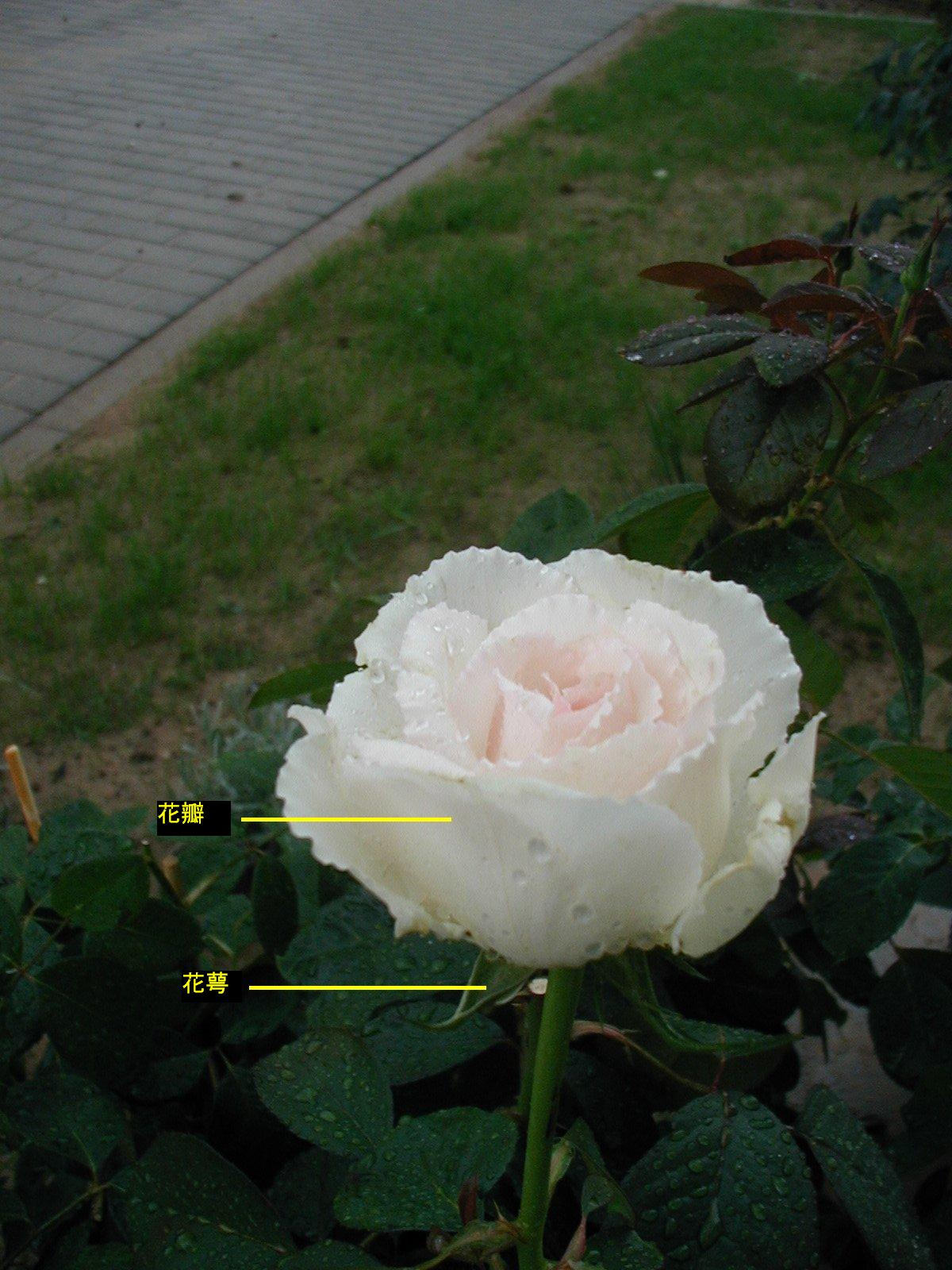
一朵玫瑰的花瓣和花萼

花萼（calyx）是一朵花中所有萼片的总称，位于花的最外层，为花部（flower parts）四轮构造的第一轮；一般是绿色、小叶状器官，以3到5片者最為常見，有少数花的花萼样子类似花冠，大片而颜色鲜艳。花萼在花芽时期包围在外，保护花芽发育；花开放后花萼托着花冠。
由於一些植物在花瓣與花萼的形態上難以判別，因此常以花被來稱呼，其主要功能便是保護雄/雌蕊群亦或吸引傳粉者前來。

## 分型
- 每个萼片都完全独立分离的叫做“离萼”或“离生萼”，如玫瑰；各个萼片彼此相连愈合或只有基部连接合生在一起的叫做“合萼”或“合生萼”，如紫荆。其中，合生萼全部或下部连合的部分，称为萼筒（calyx tube）或花萼筒；而合生萼上部分离的部分，称为萼齿（calyx lobe）或萼裂片。

- 花谢后萼片不脱落，保存在果实上叫做“宿萼”或“宿存萼”，如茄子、草莓、石榴。有一句话叫 “花萼常宿存”，说的就是宿萼。

- 萼片有两层的，外面一层叫做“副萼”，如木槿，茄、柿、番茄等。